# 1. Lig 1979-80
La 1. Lig 1979-80 fue la 22.ª temporada del fútbol profesional en Turquía.

## Tabla de posiciones
|     | Equipo          | PJ | PG | PE | PP | GF | GC | DG  | Pts | Notas                               |
| --- | --------------- | -- | -- | -- | -- | -- | -- | --- | --- | ----------------------------------- |
| 1.  | Trabzonspor     | 30 | 12 | 15 | 3  | 25 | 11 | +14 | 39  | Copa de Campeones de Europa 1980-81 |
| 2.  | Fenerbahçe      | 30 | 12 | 11 | 7  | 31 | 27 | +4  | 35  | Copa de la UEFA 1980-81             |
| 3.  | Zonguldakspor   | 30 | 9  | 15 | 6  | 26 | 19 | +7  | 33  | Copa de los Balcanes 1980-81        |
| 4.  | Bursaspor       | 30 | 12 | 9  | 9  | 28 | 28 | 0   | 33  |                                     |
| 5.  | Rizespor        | 30 | 14 | 4  | 12 | 37 | 34 | +3  | 32  |                                     |
| 6.  | Eskişehirspor   | 30 | 8  | 15 | 7  | 29 | 26 | +3  | 31  |                                     |
| 7.  | Orduspor        | 30 | 8  | 14 | 8  | 26 | 32 | -6  | 30  |                                     |
| 8.  | Adana Demirspor | 30 | 10 | 9  | 11 | 26 | 23 | +3  | 29  |                                     |
| 9.  | Galatasaray     | 30 | 8  | 13 | 9  | 28 | 26 | +2  | 29  |                                     |
| 10. | Adanaspor       | 30 | 9  | 11 | 10 | 21 | 21 | 0   | 29  |                                     |
| 11. | Beşiktaş        | 30 | 8  | 13 | 9  | 25 | 27 | -2  | 29  |                                     |
| 12. | Altay           | 30 | 9  | 10 | 11 | 28 | 27 | +1  | 28  | Recopa de Europa 1980-81            |
| 13. | Gaziantepspor   | 30 | 9  | 10 | 11 | 25 | 24 | +1  | 28  |                                     |
| 14. | Göztepe AŞ      | 30 | 8  | 11 | 11 | 27 | 33 | -6  | 27  | Descendido a la 2. Lig              |
| 15. | Kayserispor     | 30 | 6  | 13 | 11 | 19 | 28 | -9  | 25  | Descendido a la 2. Lig              |
| 16. | Diyarbakırspor  | 30 | 8  | 7  | 15 | 21 | 36 | -15 | 23  | Descendido a la 2. Lig              |

|                                 |
| Campeón Trabzonspor 4.to título |